# Monasterio de Velika Remeta
El monasterio de Velika Remeta (en serbio: Манастир Велика Ремета y manastir Velika Remeta) es un monasterio ortodoxo serbio ubicado en Sirmia en la Voivodina. Está situado cerca de la aldea de Velika Remeta en el municipio de Irig y en la eparquía de Sirmia. Es uno de los 16 monasterios de Fruška Gora.
Con una altura de 38,6 m, su torre es la más alta de Sirmia. La iglesia del monasterio está dedicada a San Demetrio.

## Ubicación
El monasterio de Velika Remeta se encuentra en la ladera sur de las montañas Fruška Gora, a una altitud de 270 m. Se encuentra a unos 5,5 km de la carretera Belgrado - Novi Sad.

## Historia
Según la tradición fue fundado por el rey Stefan Dragutin, muy probablemente, a finales de siglo XV o en las primeras décadas del siglo XVI. Se le menciona por primera vez bajo el nombre de Velika Remeta en el año 1562. La hornacina de la fachada meridional del edificio fue pintada en 1568. El iconostasio de la iglesia fue adornado con nuevas pinturas en la primera mitad del siglo XVIII, reemplazando a las antiguas, realizadas por los pintores rusos Leontije Stefanov, Joan Maksimov y Spiridon Grigoreva. Este iconostasio fue desmantelado y dispersado durante la Segunda Guerra Mundial. Dañado durante la guerra, el monasterio ha conocido dos campañas de restauración.

## Arquitectura
La iglesia del monasterio de Velika Remeta tiene una sola nave, precedida por un pórtico, y rematada por una cúpula. El campanario o espadaña, de estilo barroco, se añadió en 1735. Alrededor de la iglesia se encuentran las residencias de los monjes, anteriores al campanario, pero reformadas más tarde en su actual arquitectura barroca.
En el interior del monasterio hay dos capillas, una dedicada a San Juan Bautista, del siglo XVIII, y la otra, dedicada a la Virgen María, que data de 1970.